# Pseudonaja affinis
Pseudonaja affinis is een slang uit de familie koraalslangachtigen (Elapidae) en deze soort komt voor in Australië. Pseudonaja affinis geldt als een van de giftigste slangen ter wereld.

## Naam en indeling
De wetenschappelijke naam van de soort werd voor het eerst voorgesteld door Albert Günther in 1871. De soort werd lange tijd tot het geslacht Demansia gerekend.

## Voorkomen
Pseudonaja affinis komt endemisch voor langs de zuidwestkust van Australië, van het zuidwesten van West-Australië tot het Eyre Peninsula in Zuid-Australië. Daarnaast leeft de soort ook op enkele eilanden, waaronder Rottnesteiland. Pseudonaja affinis komt in een groot aantal habitats voor, zoals kustduinen, heide en scrubland. Deze slang leeft ook in cultuurland, zoals landbouwgebieden en rondom huizen.

## Uiterlijke kenmerken
Pseudonaja affinis heeft een lange, slanke bouw met een relatief kleine kop. De soort wordt tot twee meter lang. De huid op de rug is variabel van kleur, wisselend van groen tot grijsbruin.

## Leefwijze
Pseudonaja affinis is met name dagactief. De slang is schuw en rust onder rotsen of boomstronken. Knaagdieren vormen de voornaamste prooi, maar ook andere kleine zoogdieren, kleine vogels, hagedissen en kikkers worden gegeten. Het gif van Pseudonaja affinis omvat neurotoxines en coagulantia. Bij grotere prooidieren maakt Pseudonaja affinis niet alleen gebruik van de giftige beet, maar wordt de prooi ook gewurgd, iets dat erg ongewoon is binnen de koraalslangachtigen. Pseudonaja affinis is eierleggend, de vrouwtjes zetten ongeveer dertig eieren af per legsel. Het paarseizoen is van september tot november.

## Beschermingsstatus
Door de internationale natuurbeschermingsorganisatie IUCN is de beschermingsstatus 'veilig' toegewezen (Least Concern of LC).

### Ondersoorten
De soort wordt verdeeld in drie ondersoorten die onderstaand zijn weergegeven, met de auteur en het verspreidingsgebied.
| Naam                       | Auteur        | Verspreidingsgebied                                 |
| -------------------------- | ------------- | --------------------------------------------------- |
| Pseudonaja affinis affinis | Günther, 1872 | De rest van het verspreidingsgebied                 |
| Pseudonaja affinis exilis  | Storr, 1989   | West-Australië (Rottnesteiland)                     |
| Pseudonaja affinis tanneri | Worrell, 1961 | West-Australië (Boxereiland en omliggende eilanden) |